# Алаурін-де-ла-Торре
Алаурін-де-ла-Торре (ісп. Alhaurín de la Torre) — місто і муніципалітет в Іспанії, у складі автономної спільноти Андалусія, у провінції Малага. Населення — 35 832 особи (2010).
Місто розташоване на відстані близько 420 км на південь від Мадрида, 13 км на південний захід від Малаги.
На території муніципалітету розташовані такі населені пункти: (дані про населення за 2010 рік)
- Алаурін-де-ла-Торре: 13237 осіб
- Ла-Алькерія: 1745 осіб
- Ла-Фуенсанта: 4031 особа
- Ель-Ромераль: 1648 осіб
- Санта-Амалія: 403 особи
- Лос-Томільярес: 12637 осіб
- Пеньйон-Сапата-Моліна: 2131 особа

## Демографія
Динаміка населення (INE ):

## Галерея зображень

Розташування муніципалітету у провінції Малага
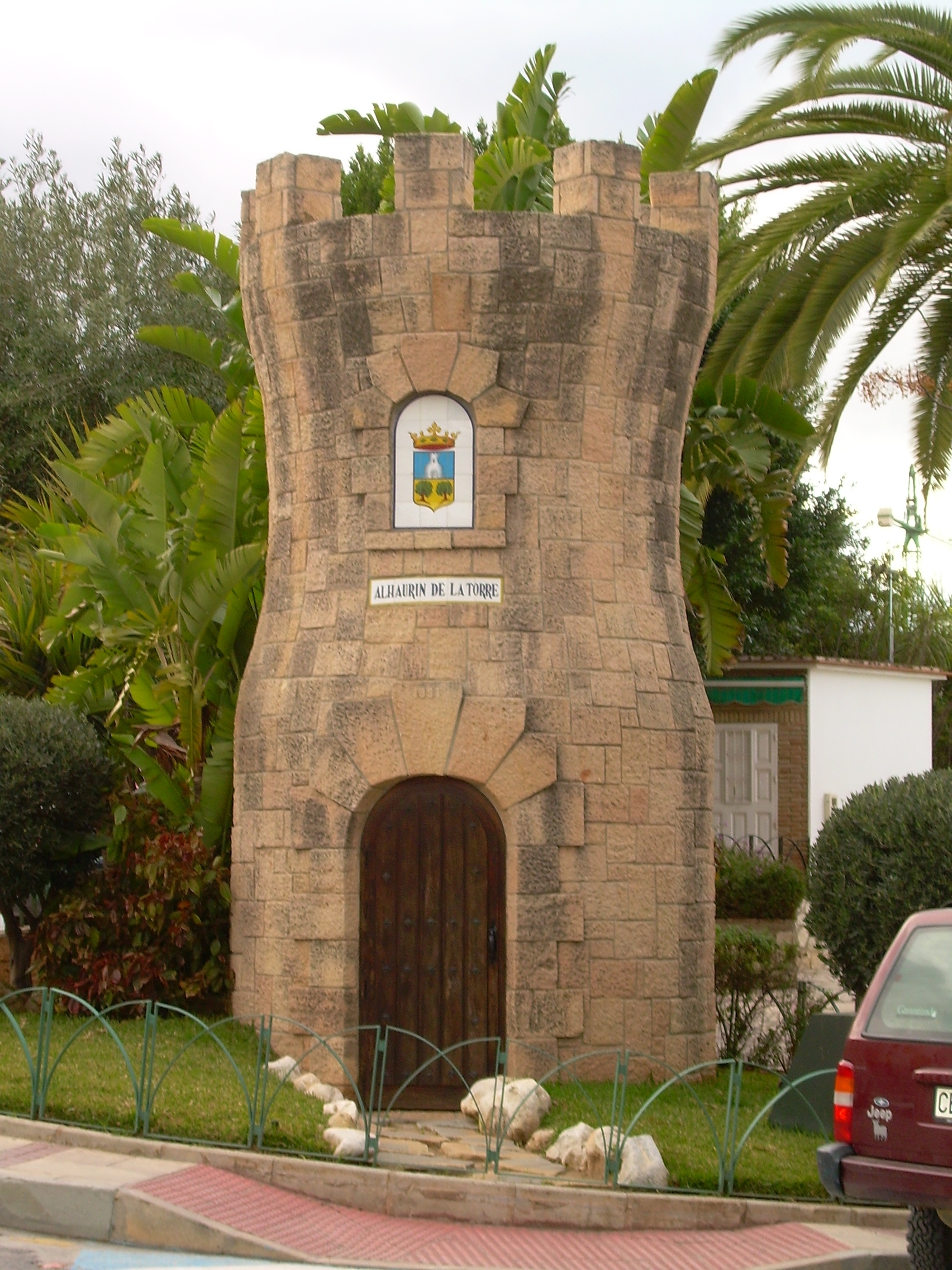
Вежа Алаурін
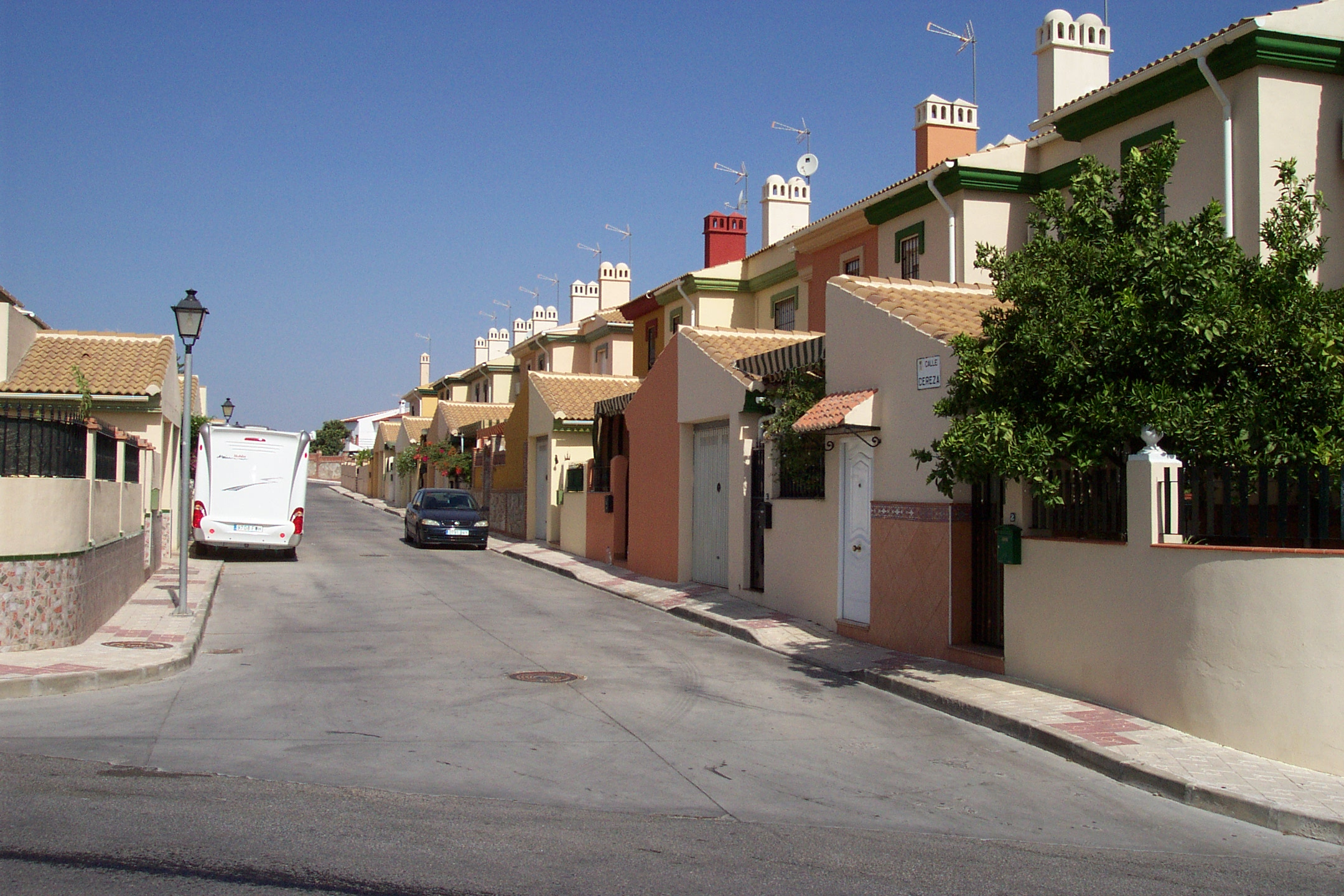
Приватні будинки
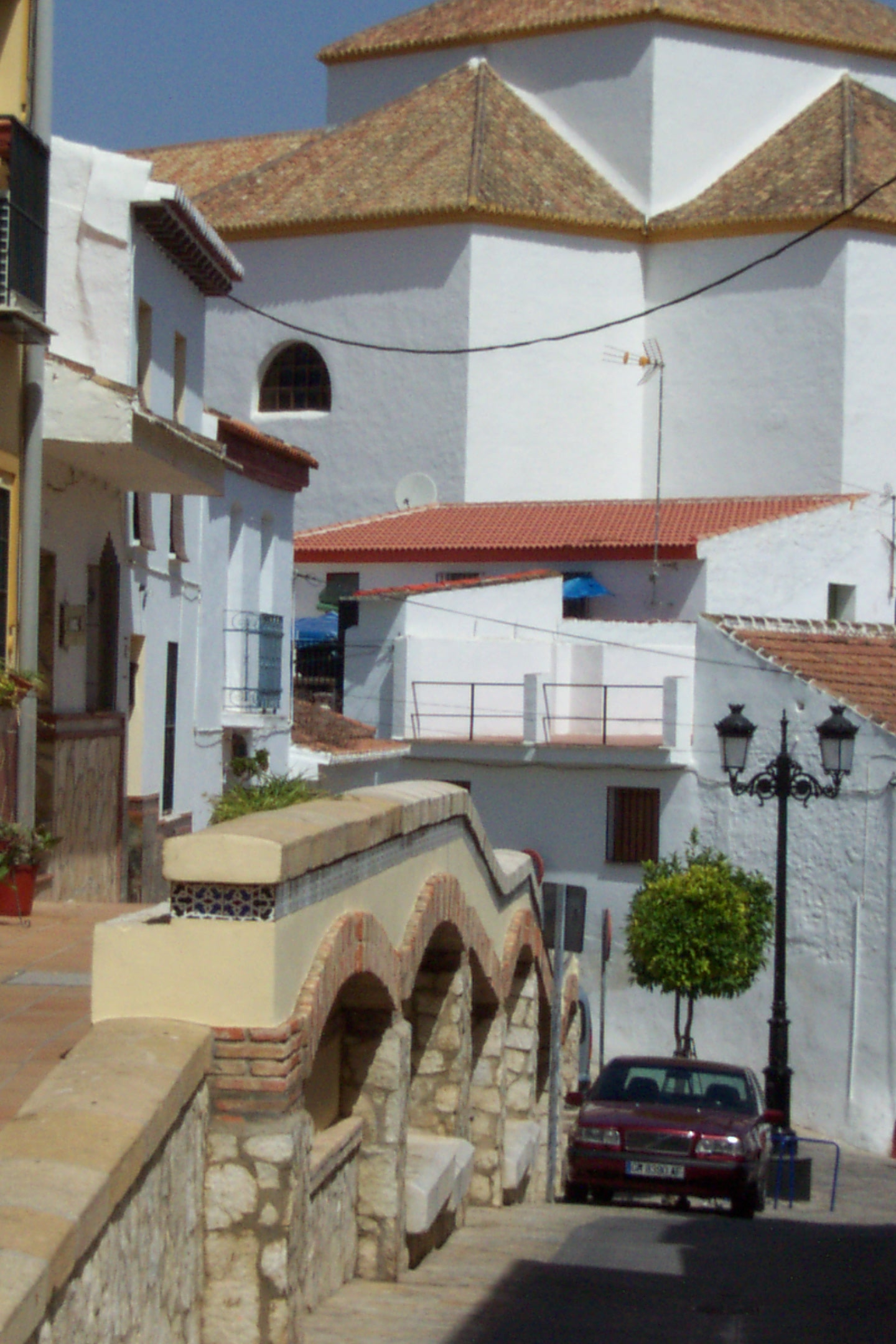
Старий квартал
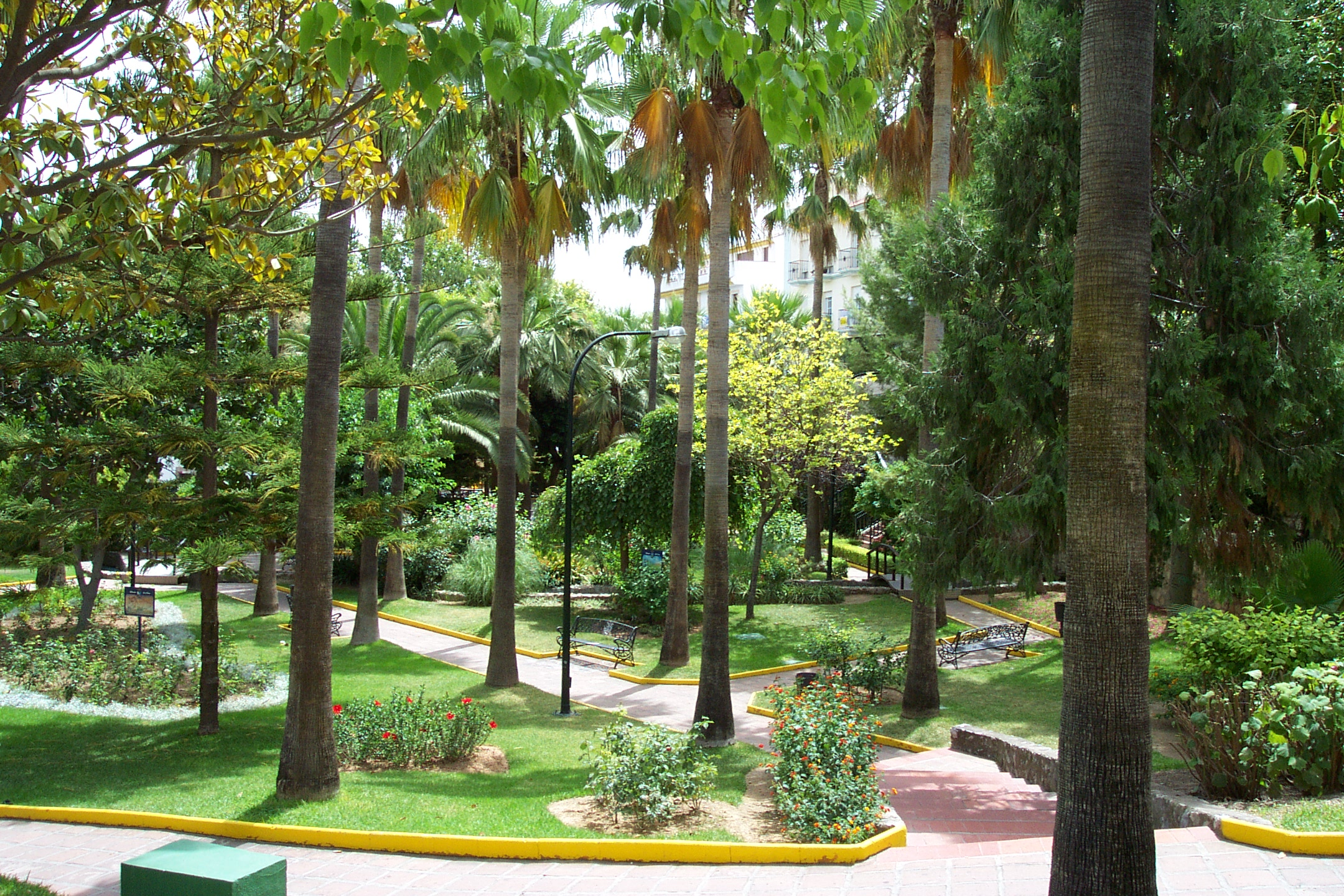
Парк в Алауріні
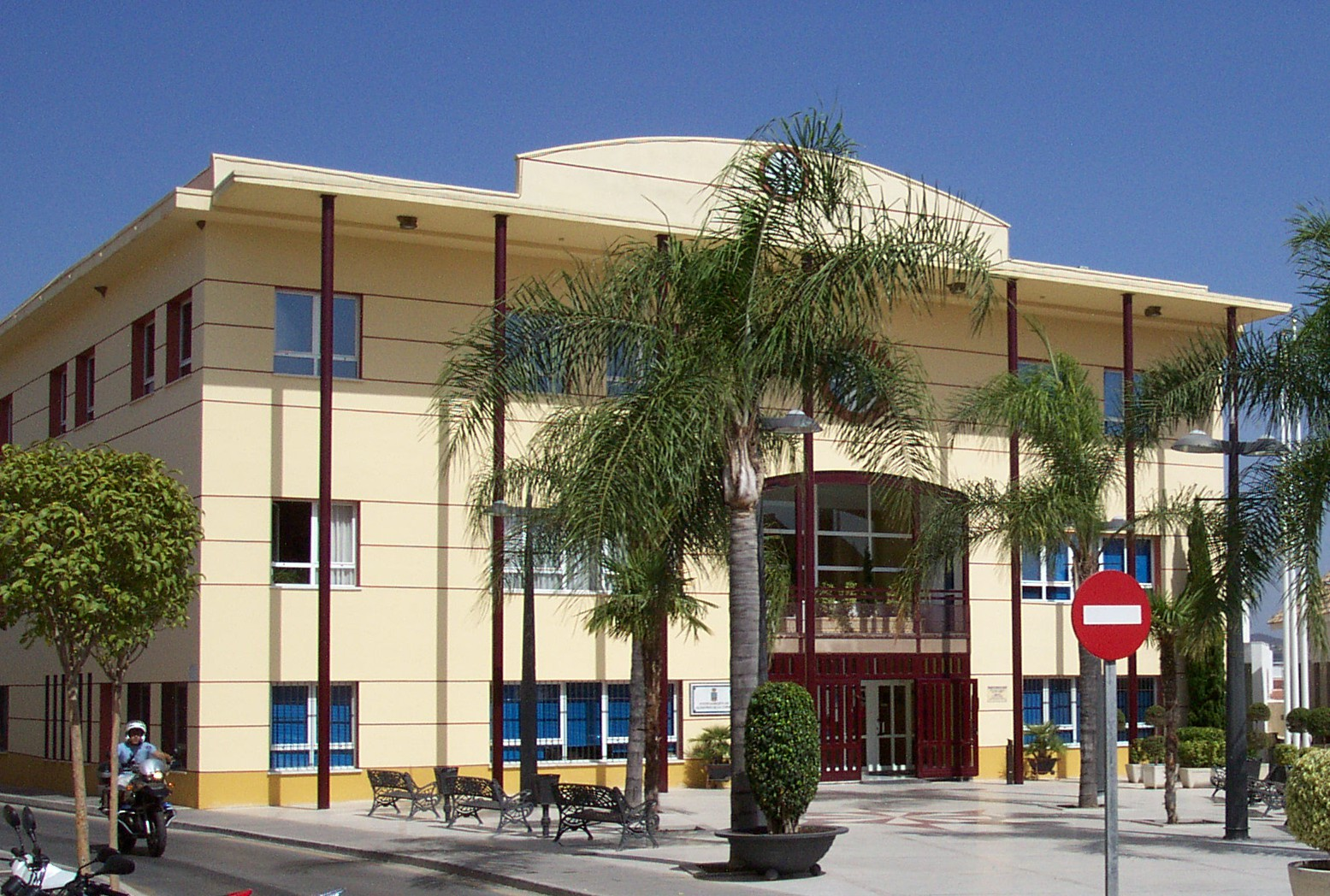
Муніципальна рада